# Sergey Erenburg
Sergey Erenburg, ros. Сергей Владимирович Эренбург (ur. 27 stycznia 1983) – amerykański szachista, reprezentant Rosji do 1999, reprezentant Izraela do 2013, arcymistrz od 2003 roku.

## Kariera szachowa
W latach 1996, 1997 i 1998 startował w finałach mistrzostw Rosji juniorów, odpowiednio w kategoriach do 14, 16 i 18 lat. W 1998 podzielił I m. w otwartym turnieju juniorów do 18 lat w Moskwie oraz podzielił II m. (za Jewgienijem Postnym, wspólnie z Michaelem Roizem) w kołowym turnieju w Tel Awiwie. Pomiędzy 1999 a 2003 pięciokrotnie reprezentował Izrael na mistrzostwach świata juniorów do lat 16, 18 i 20, najlepszy wynik osiągając w 2001 w Oropesa del Mar, gdzie w MŚ do 18 lat zajął VI miejsce. W 2002 i 2003 zdobył złote medale mistrzostw kraju juniorów do 20 lat, a w 2004 – tytuł indywidualnego mistrza Izraela. W 2005 wystąpił w reprezentacji kraju na drużynowych mistrzostwach świata, jak również w drużynowych mistrzostwach Europy, na których zdobył srebrny medal. W tym samym roku uczestniczył w Pucharze Świata, w I rundzie zwyciężając Zwiada Izorię, a w II przegrywając z Konstantinem Sakajewem.
Normy na tytuł arcymistrza wypełnił w Budapeszcie (2002, turniej First Saturday, III m. za Levente Vajdą i Jewgienijem Postnym), Tel Awiwie (2002, I m.) i w drużynowych mistrzostwach Izraela (2003). Inne indywidualne sukcesy odniósł w latach:
- 2000 – dz. II m. w Budapeszcie (turniej First Saturday FS07 IM-A, za Zhao Xue),
- 2002 – dz. II m. w Tel Awiwie (za Awigdorem Bychowskim(inne języki), wspólnie z Zvulonem Gofshteinem i Danem Zolerem),
- 2003 – dz. I m. w Las Palmas (wspólnie z Siergiejem Azarowem),
- 2004 – I m. w Budapeszcie (turniej First Saturday FS09 GM), dz. II m. w Budapeszcie (turniej Novotel-B, za Nguyễn Ngọc Trường Sơnem, wspólnie z Mircea Parligrasem),
- 2005/06 – dz. II m. w Hastings (za Walerijem Niewierowem, wspólnie z Vincentem Colinem(inne języki) i Merabem Gagunaszwilim),
- 2006 – dz. I m. w Amsterdamie (wspólnie z Siergiejem Tiwiakowem i Friso Nijboerem),
- 2007 – I m. w Parsippany,
- 2008 – I m. w Branchburgu, I m. w Pawtucket.

Uwaga: Lista sukcesów niekompletna (do uzupełnienia od 2009 roku).
Najwyższy ranking w dotychczasowej karierze osiągnął 1 stycznia 2013, z wynikiem 2637 punktów zajmował wówczas 4. miejsce wśród izraelskich szachistów.